# Яненш, Герхард
Герхард Адольф Я́ненш (нем. Gerhard Adolf Janensch; 24 апреля 1860, Самборско, Померания — 2 февраля 1933, Берлин) — немецкий скульптор и медальер.

## Биография
В 1877 году Герхард Яненш поступил в Берлинскую академию художеств, где учился в течение трёх лет в классах Фрица Шапера, Альберта Вольфа и Пауля Тумана. В 1880 году открыл рабочую мастерскую в Вене, однако в 1883 году вернулся в Берлин и работал в мастерской Фрица Шапера. В 1884 году завоевал Римскую стипендию и стал членом «Союза немецких художников». В 1885 году скульптор стал свободным художником, в 1886 году приступил к преподавательской деятельности в Берлинской академии, где работал до 1924 года. В 1892 году он занял должность руководителя модельного класса Берлинской академии (после Альберта Вольфа), в 1897 году стал действительным членом Академии. До 1923 года — член сената Академии.
Первой работой Герхард Яненша, принесшей ему известность, стала бронзовая скульптура «Вакхант и пантеры» (1883), за которую автору была присуждена Римская премия. Меценатом скульптора был фабрикант Роберт Шток. В 1897 году он приобрёл среди прочего статую «Фигура кузнеца» работы Яненша, представленную им на Большой Берлинской художественной выставке. Высота статуи составляла 3 метра (с постаментом). После смерти фабриканта эта фигура стала его надгробным памятником. Впоследствии скульптор создаёт миниатюрные исполнения «Кузнеца» и других своих пластических работ («Литейщик», «Рабочий у мартена», «Котельщик», «Молотобоец», «Вальцовщик» и др.), принесшие ему известность. Часть из них была представлена на выставке «Искусство и техника» в 1928 году в эссенском музее Фолькванг (в разделе «бронза»).
Среди его именитых учеников –  Вильгельм Вандшнайдер.

## Галерея

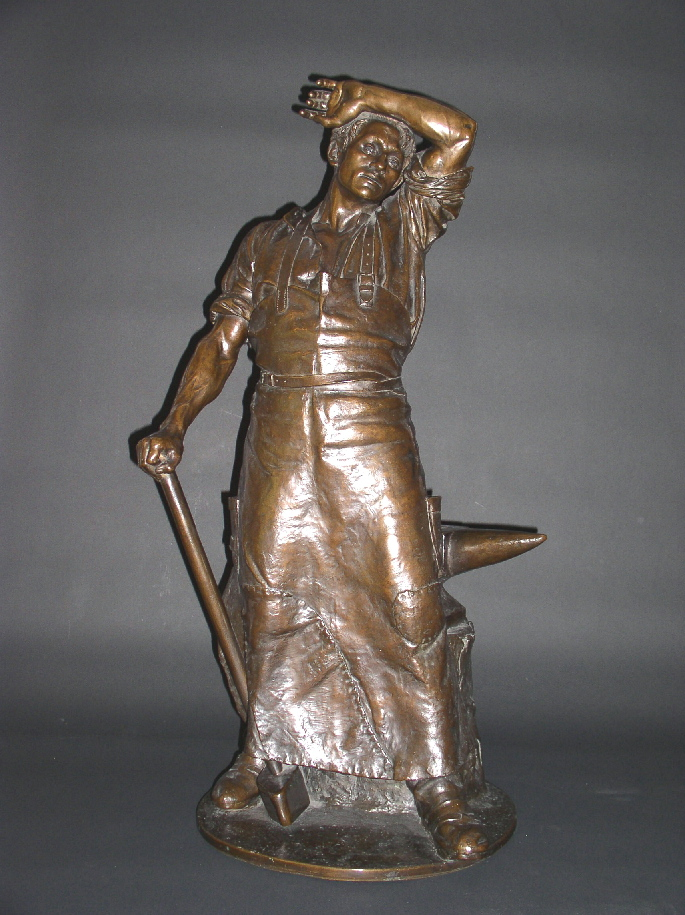
Кузнец (1897)
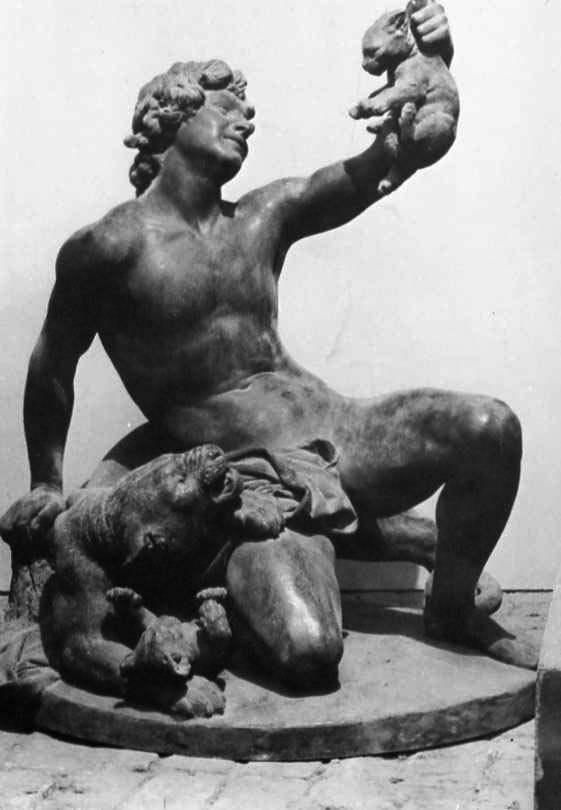
Вакхант с пантерами (1883)
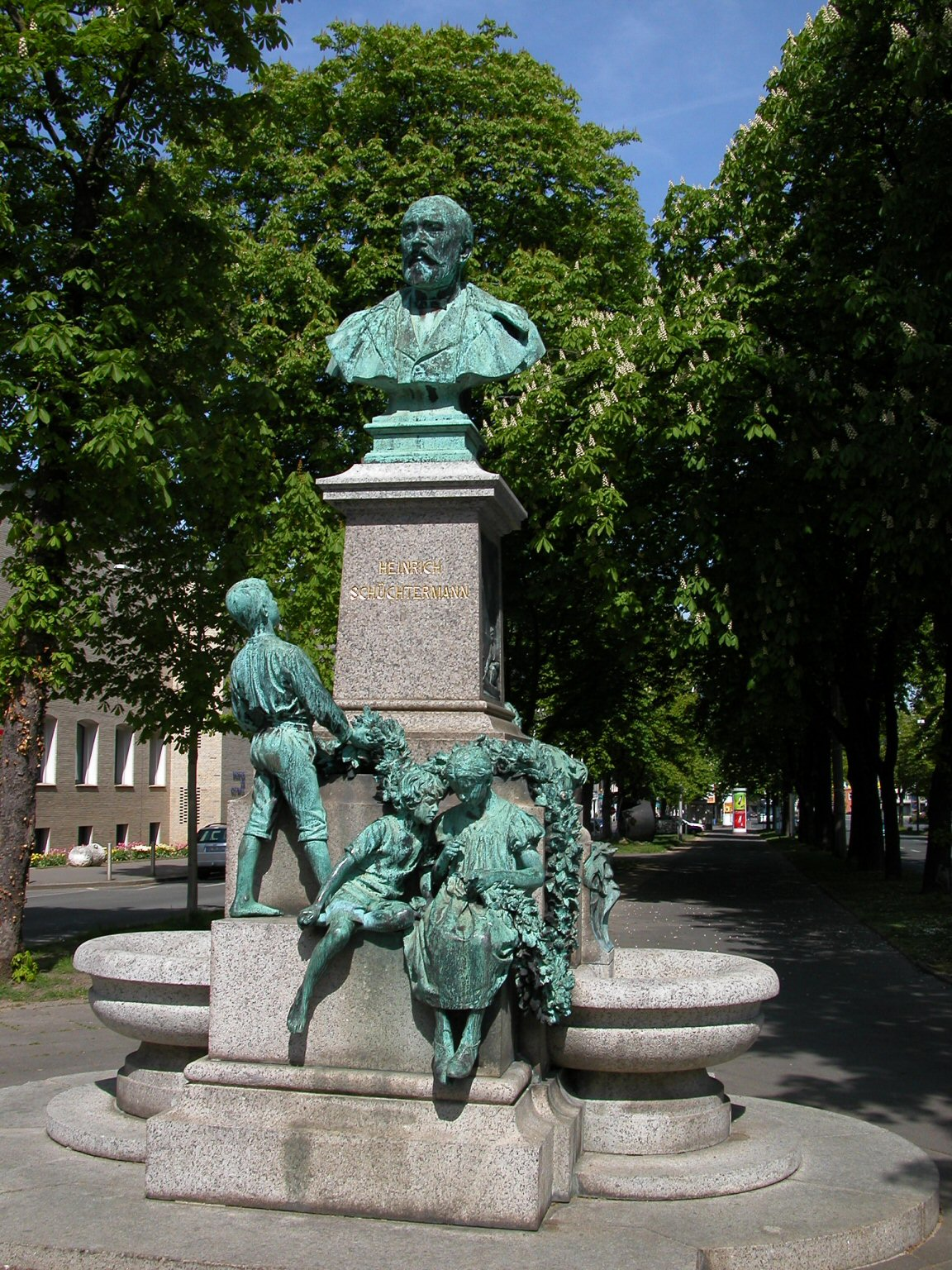
Памятник Генриху Шюхтерману в Дортмунде
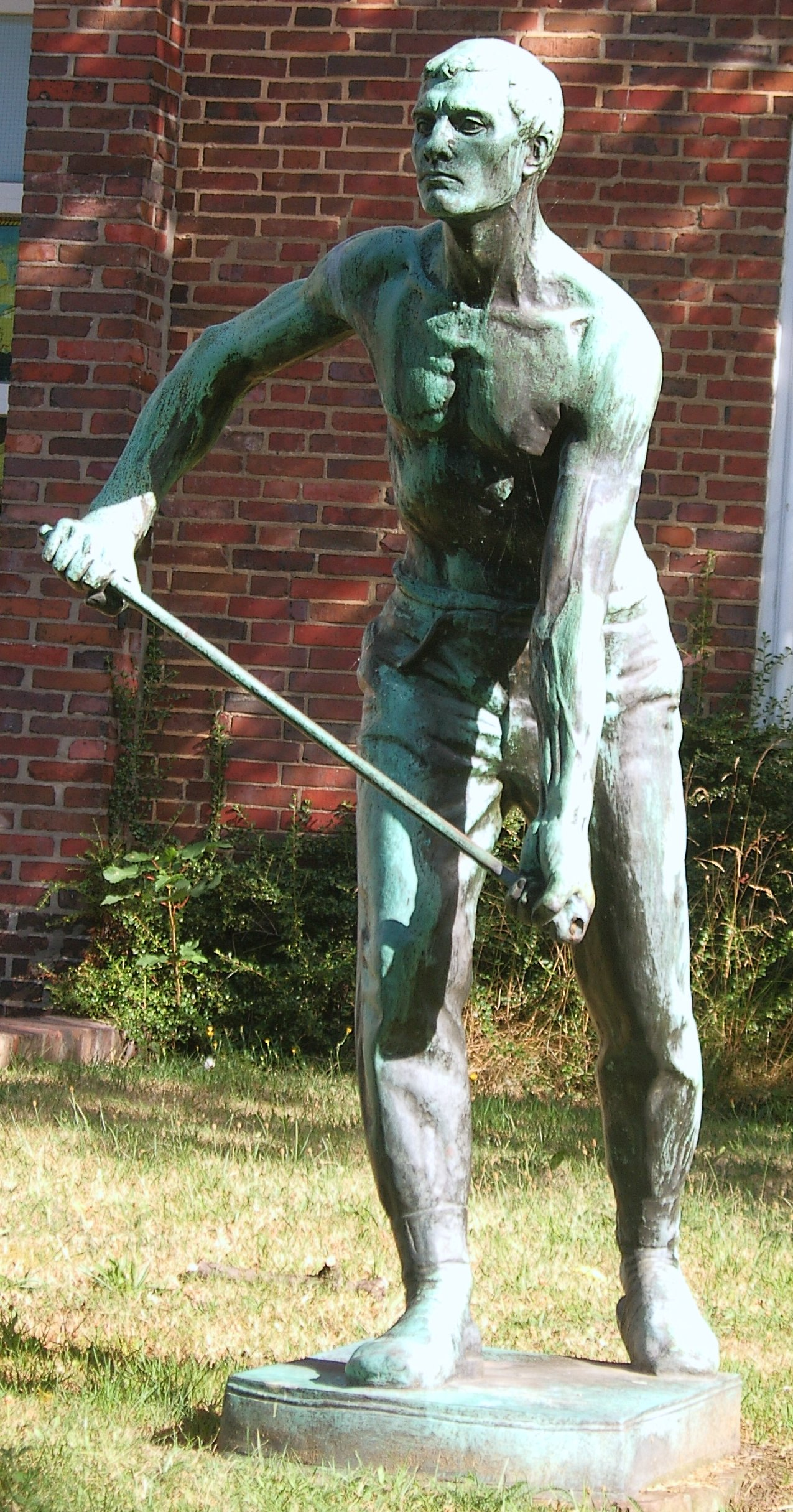
Памятник сталевару в Гамбурге (1919)
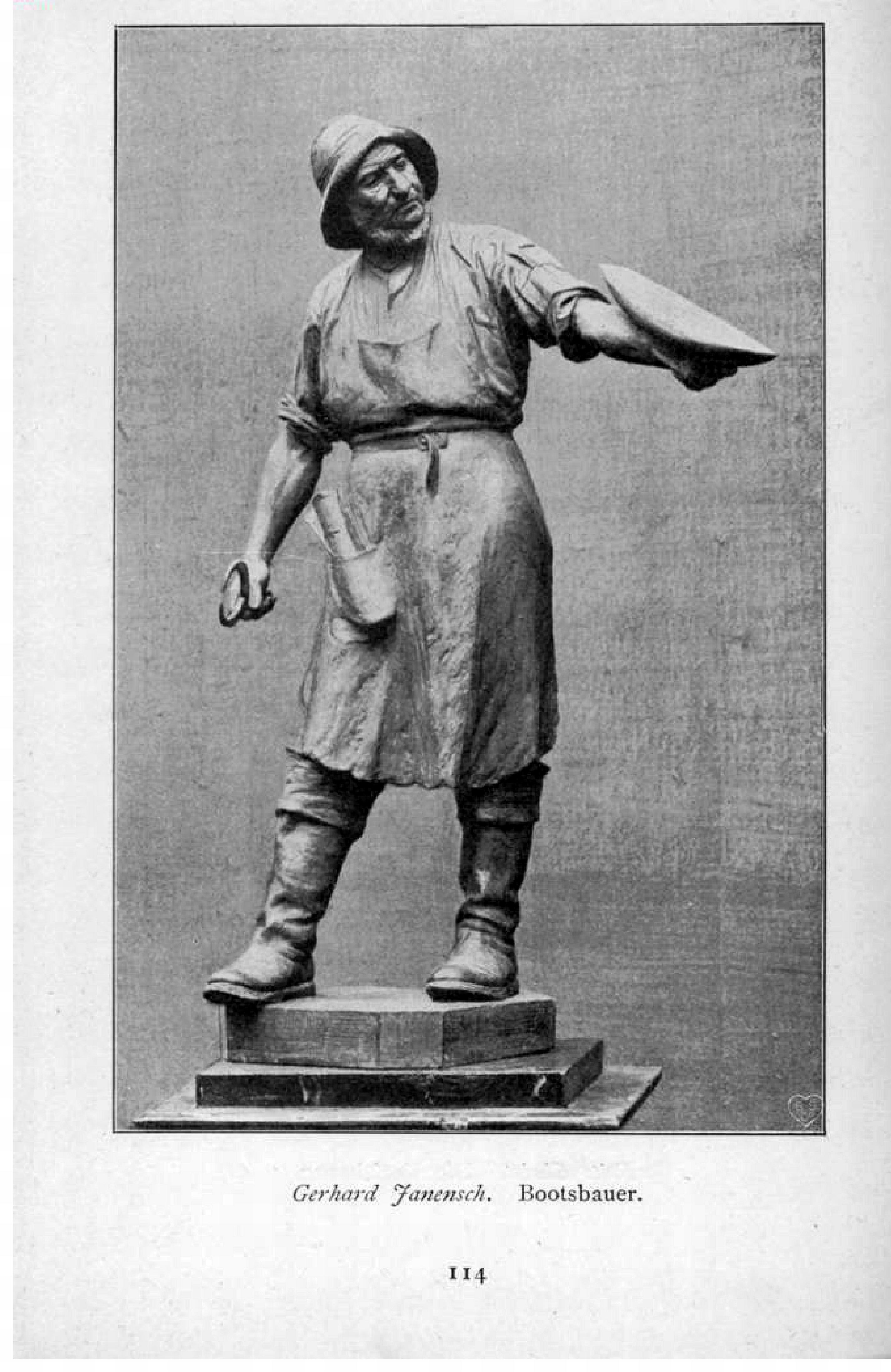
Корабельщик (1899)